# 三六戦争

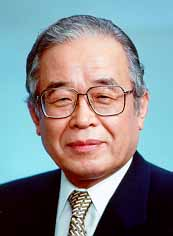
三塚博

三六戦争（さんろくせんそう・さぶろくせんそう）は、自由民主党内の派閥・清和会（安倍派）の幹部で、共に運輸族の実力者であった、三塚博と加藤六月の間に起きた権力抗争である。
二人の軋轢は国鉄分割民営化を巡る対立から始まり（加藤は反対派、三塚は推進派）、安倍派会長・安倍晋太郎の死後、清和会内部での主導権を巡る派内抗争、派閥の分裂に発展した。

## 安倍の後継者争い
当時の安倍派では、同派の幹部・加藤、三塚、塩川正十郎、森喜朗の4人が安倍派四天王と称されていた。そんな中、1991年5月に会長の安倍が逝去。安倍が体調不良となっていた時期から、派内では四天王同士での後継者争いが活発化していた。
塩川、加藤、森、三塚の4人の中では三塚が1番後輩であったが、リクルート事件に加藤と森が連座すると、事件に無関係かつ竹下登の後ろ盾もあった三塚は、次々と内閣・党の要職を歴任し、実力者としての基盤を固めた。加藤と森は三塚に対して警戒感を持ち、三塚・加藤の「三六戦争」、三塚・森の「MM戦争」といった言葉が囁かれるようになった。一方で最年長の塩川は福田赳夫に近く、表面的には3人の主導権争いからは距離を置いた。
安倍の死後、清和会事務総長であった三塚は自ら次期派閥会長に意欲を示し、一方の加藤は自民党政調会長就任のため派閥から離れていたため、自分の代わりに塩川を三塚の対抗馬に推し、塩川もこれに乗った。
当初は、三塚系・加藤系共に派内を二分する同等の勢力をもっていたが、加藤の推した塩川は、派内では他の四天王に比べると人望に欠け（小泉内閣で財務相に就任した際に、「塩じい」と好々爺扱いされたが、当時は「瞬間湯沸かし器」と呼ばれていた）、また癌の手術をして病み上がりであったことから、若手議員から不安視する声が続出した。これを受け、塩川は次期会長レースから降りることを表明。塩川の脱落により加藤系が不利な立場に置かれると、加藤に近い竹下派会長の金丸信がこの会長問題に介入、清和会座長の長谷川峻に「あなたが会長になったらどうか」と、三塚会長阻止のために長谷川の会長就任を迫った。この金丸の介入により、「他派の人事に口出しするとは何事か」と、一気に派内の大半は三塚支持に雪崩をうち、早稲田大学雄弁会（竹下元秘書、当時参議院議員の青木幹雄も存在）の後輩であった森も三塚支持を表明したことで、長谷川の裁定によって三塚が次期会長と決まった。
森は「私は加藤さんが安倍さんの後継になったのでは福田赳夫さんの精神はなくなると思っていた。だから、安倍さんの後継を誰にするかということになった時、塩川さんがやらないなら、三塚さんしかいないと考えた。北川正恭君が僕の家に来て、「党内の若い議員たちは、加藤さんが後継だと困ると言ってます。森さんと三塚さんがぶつかって派が割れるのも困る。だから森・三塚連合でいっていただきたい、会長が三塚さんで、それを森さんが支えればいいではないですか。」と言ってました。安倍さんも最後までやる気で、後継問題なんかは話さなかった。」と述べている。
早稲田大学で三塚の先輩であった竹下が三塚を支援する一方で、金丸や小沢一郎が加藤を支援するという経世会内の主導権争いが、最終的にこの清和会会長問題を決着させることになった。加藤や加藤グループの議員が羽田・小沢派の新党に合流する土壌はこの時既にできていたと言える。

## 宮澤内閣発足前後

### 三塚派
三塚派移行後、三塚は、1991年10月27日に行われた自民党総裁選に、宮澤喜一、渡辺美智雄と共に立候補するが、最下位に終わる（宮沢：285、渡辺：120、三塚：87。宮澤と渡辺・三塚連合では78票差だった）。このとき、竹下派としての方針が決まる前、竹下は三塚を、金丸は渡辺を推したが、最終的に竹下派は宮澤支持に決まった。総裁選後発足した宮澤内閣では、金丸・小沢主導による露骨な「三塚派はずし」が画策され、三塚派からの入閣ゼロ、党三役からの締め出しという、三塚派への報復人事が計画された。この計画は、金丸が慕っていた福田赳夫の介入により頓挫し、最終的には4人が入閣、政調会長に森が就任することで決着する。しかし、三塚派からの入閣者は、いずれも内閣の要となるポストからは外され（塩川正十郎自治相、宮下創平防衛庁長官、谷川寛三科技庁長官、中村正三郎環境庁長官）、結果的には報復人事の色合いが濃く残った。

### 加藤グループ
加藤は、派閥の意向に反した分派行動をとったとして、総裁選直前の1991年10月12日に三塚派から除名された。総裁選翌日の10月28日、加藤は、加藤を追って三塚派を退会した吹田愰、古賀一成、山岡賢次、田名部匡省らと政眞会（事実上の加藤グループ）を結成。三塚派からの更なる離脱者を期待したが、三塚らの引き締めでその後の離脱者はほとんどなく、結果衆参合わせて10人程度の党内最小派閥に留まった。宮澤内閣では、田名部が農水相に就任しているが、三塚派の入閣者が内閣主要ポストから締め出されたことに比べると明らかな優遇で、三塚派への見せしめ人事であった。

## その後の三六
1996年11月、三塚は橋本龍太郎首相の下で蔵相に就任した。しかし、1997年11月の山一證券・北海道拓殖銀行の破綻等の未曾有の金融危機の際に目立った指導力を発揮出来ず、大蔵省接待汚職事件の責任を取って辞任を余儀なくされた。そのため、翌年には派閥会長の座を森に譲渡、政界の最前線から引いたことで内閣総理大臣への道は閉ざされた。
1993年7月、加藤は第40回衆議院議員総選挙直後に自民党を離党、翌年4月に新生党に参加した。羽田内閣では再度農水大臣に就任し、その後は新進党・自由党で小沢と行動を共にしていく。1996年の第41回衆議院議員総選挙では新進党公認で出馬し、橋本と同じ岡山4区で議席を争った（結果は橋本が当選、加藤は比例復活）。
加藤は2000年6月の第42回衆議院議員総選挙に出馬せずに政界を引退後、2006年2月28日に死去（同年7月1日に橋本も死去した）。三塚は2003年11月の第43回衆議院議員総選挙に出馬せずに政界を引退、半年後の2004年4月25日に死去した。
その後、清和会の領袖は森へと引き継がれ、2000年以降清和会からは森に引き続き小泉純一郎、安倍晋三、福田康夫と4代続けて内閣総理大臣を輩出することとなる。また、加藤の地盤を引き継いだ娘婿の勝信は、かつて加藤が派閥を除名されるきっかけとなった平成研究会（旧竹下派反小沢系）に属したものの、安倍晋三の側近として総理総裁返り咲きに尽力し、自民党政権復活後は内閣官房副長官・厚生労働大臣・党総務会長、続く菅義偉内閣では内閣官房長官などの要職を務め、安倍・菅を支えた。